# 临江镇 (上杭县)
临江镇，是中华人民共和国福建省龙岩市上杭县下辖的一个乡镇级行政单位。

## 行政区划
临江镇下辖以下地区：
镇东社区、镇中社区、英明社区、天山社区、镇南社区、镇西社区和东南社区。